# Cupa Balcanilor 1933
Cupa Balcanilor 1933 a fost a patra ediție a Cupei Balcanice. La ea au luat parte echipele naționale ale României, Greciei, Iugoslaviei și Bulgariei. România a câștigat trofeul, din postura de gazdă, oferind și ambii golgheteri ai competiției, Ciolac și Dobay ambii cu câte 4 goluri.